# Claude Hardel
Claude Hardel est un athlète français, né à Saint-Lô le 28 janvier 1959, adepte de la course d'ultrafond et champion de France des 24 heures en 2007.

## Biographie
Né le 28 janvier 1959 à Saint-Lô, Claude Hardel remporte le titre de champion de France 2007 des 24 heures disputés à Montigny-en-Gohelle,.

## Records personnels
Statistiques ultra de Claude Hardel d'après la Deutsche Ultramarathon-Vereinigung (DUV) :
- Marathon : 2 h 57 min 59 s au marathon des Yvelines en 1999[4]
- 100 km : 8 h 22 min 50 s s aux 100 km de Saint-Nazaire-les-Eymes en 2003
- 6 heures route : 74,489 km aux 6 h d'Auxerre en 2006
- 12 heures route : 127,497 km aux championnats du monde IAU des 24 h de Brno en 2004 (12 h split)
- 24 heures route : 253,765 km aux championnats de France des 24 h de Montigny-en-Gohelle en 2007
- 48 heures piste : 366,733 km  aux 48 h pédestres de Surgères en 2005
- 6 jours piste : 923,207 km aux six jours de Erkrath en 2005